# Life's Yesterdays
Life's Yesterdays è un cortometraggio muto del 1915 diretto da Lorimer Johnston.

## Produzione
Il film fu prodotto dalla Vitagraph Company of America.

## Distribuzione
Distribuito dalla General Film Company, il film - un cortometraggio in due bobine - uscì nelle sale cinematografiche statunitensi il 10 agosto 1915.